# Alexander Piller
Alexander Piller (* 12. Juli 1993 in Erlangen) ist ein deutscher Fußballspieler.

## Karriere
Piller spielte in der Jugend für den FSV Erlangen-Bruck und den 1. FC Nürnberg. Im Juli 2013 wechselte er zur zweiten Mannschaft der SpVgg Greuther Fürth in die Regionalliga Bayern. Im Juli 2015 verpflichtete ihn die Spielvereinigung Unterhaching, mit der er in die dritte Liga aufstieg. Dort absolvierte er am 22. Juli 2017 seinen ersten Einsatz im Profifußball, als er in der 71. Minute für Maximillian Bauer eingewechselt wurde. Im Mai 2018 unterschrieb Alexander Piller einen Zweijahresvertrag beim Regionalligisten 1. FC Schweinfurt 05, im Sommer 2019 wurde sein Wechsel zum Ligakonkurrenten SpVgg Bayreuth bekannt gegeben. Nach zweijähriger Tätigkeit in Bayreuth wechselte er 2021 zum ATSV Erlangen.